# U Jedlové
U Jedlové este o arie protejată (sit de importanță comunitară — SCI) din Republica Cehă întinsă pe o suprafață de 30,02 ha, integral pe uscat.

## Localizare
Centrul sitului U Jedlové este situat la coordonatele 49°58′31″N 12°36′04″E / 49.975278°N 12.601111°E.

## Înființare
Situl U Jedlové a fost declarat sit de importanță comunitară în noiembrie 2009 pentru a proteja 1 specie de animale.

## Biodiversitate
Situată în ecoregiunea continentală, aria protejată nu include niciun habitat protejat.
La baza desemnării sitului se află o specie protejată de  nevertebrate: fluturele auriu (Euphydryas aurinia).